# Parc de la Trinité
Pour les articles homonymes, voir Trinité.
Le parc de la Trinité est un parc urbain de l'île de La Réunion, département d'outre-mer français dans le sud-ouest de l'océan Indien. Situé à Saint-Denis, le chef-lieu, cet espace vert aménagé était autrefois une simple esplanade à l'abandon qui accueillit en 1989 des célébrations religieuses lors de la visite du pape Jean-Paul II dans l'île.

## Annexe